# Neotrichaphodioides
Neotrichaphodioides är ett släkte av skalbaggar. Neotrichaphodioides ingår i familjen Aphodiidae.
Kladogram enligt Catalogue of Life:
| Neotrichaphodioides | \| \| Neotrichaphodioides caracanus \| \| \| \| \| \| Neotrichaphodioides ecuadoriensis \| \| \| \| \| \| Neotrichaphodioides forsterianus \| \| \| \| \| \| Neotrichaphodioides volxemi \| \| \| \| \| \| Neotrichaphodioides woytkowskii \| \| \| \| |
|                     | \| \| Neotrichaphodioides caracanus \| \| \| \| \| \| Neotrichaphodioides ecuadoriensis \| \| \| \| \| \| Neotrichaphodioides forsterianus \| \| \| \| \| \| Neotrichaphodioides volxemi \| \| \| \| \| \| Neotrichaphodioides woytkowskii \| \| \| \| |
|                     | Neotrichaphodioides caracanus |
|                     | |
|                     | Neotrichaphodioides ecuadoriensis |
|                     | |
|                     | Neotrichaphodioides forsterianus |
|                     | |
|                     | Neotrichaphodioides volxemi |
|                     | |
|                     | Neotrichaphodioides woytkowskii |
|                     | |